# Västerbergs folkhögskola

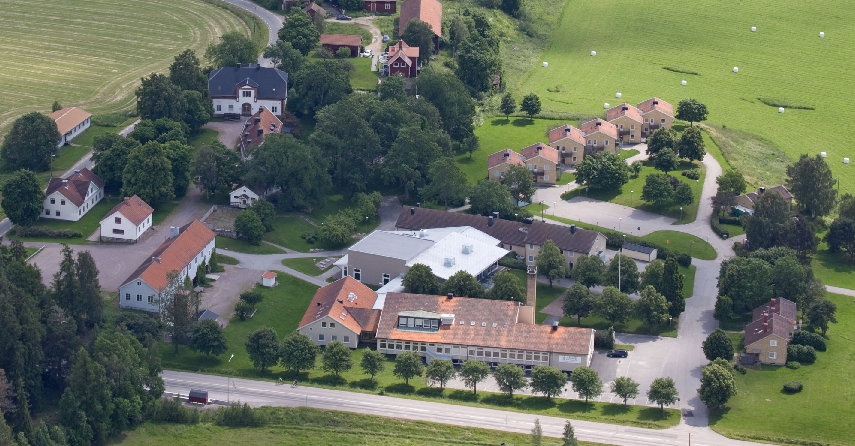
Västerbergs folkhögskola från luften.

Västerbergs folkhögskola är en folkhögskola i Västerberg i Sandvikens kommun, belägen strax öster om Storvik i Gästrikland. Skolan grundades 1910. Det finns plats för 250 studerande på skolan och ungefär 40 platser på internatet.
Skolans huvudman är Region Gävleborg. Skolan har blivit tillbyggd och renoverad i flera omgångar, senast 2007, då restaurang, konferenscenter och teater stod klar. Västerbergs folkhögskola är miljö- och HBTQ-certifierade.
Skolan har kurser på distans såväl som ordinarie kurser. På distans finns sticknings- och broderikurser. Ordinarie kurser är trä & smide, dramapedagog (tvåårig), musiklinje (afroamerikansk) och allmän kurs. Skolan anordnar även uppdragsutbildningar, studiemotiverande folkhögskolekurs (SMF).